# Кальден
Кальден (нем. Calden) — община в Германии, в земле Гессен. Подчиняется административному округу Кассель. Входит в состав района Кассель. Население составляет 7421 человек (на 31 декабря 2010 года). Занимает площадь 54,84 км². Община подразделяется на 6 сельских округов.
Достопримечательностью Кальдена является Кальденский дольмен.

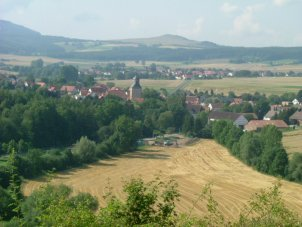
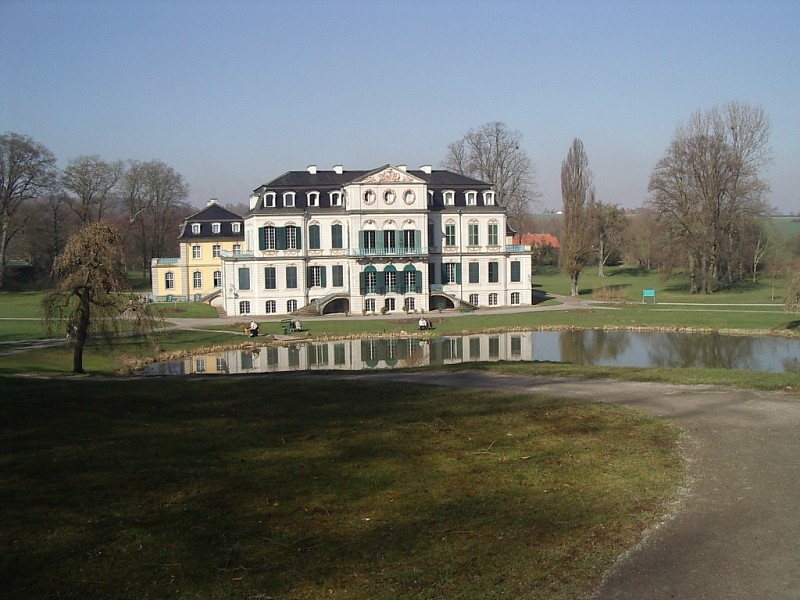

## Население
| Год  | Численность | Численность |
| ---- | ----------- | ----------- |
| 2017 | 7754        | [ 1 ]       |
| 2019 | 7550        | [ 4 ]       |
| 2021 | 7503        | [ 5 ]       |
| 2022 | 7592        | [ 6 ]       |
| 2023 | 7609        | [ 2 ]       |